# ZiS-110
ZiS-110 (ЗиС-110) – luksusowy samochód osobowy produkowany przez radzieckie zakłady ZiS (Zakład im. Józefa Stalina) w Moskwie w latach 1945–1958 (od 1956 roku: ZiŁ). Używane były głównie jako samochody służbowe dla wyższych władz państwowych i partii komunistycznej, a także jako taksówki. Powstało ich nieco ponad 2000 sztuk. Jego opancerzoną wersją był ZiS-115.
Wzorowany był na samochodach marki Packard. Produkowany był jako siedmiomiejscowa czterodrzwiowa limuzyna i mniej liczne: odkryty faeton oraz ambulans. Napęd stanowił rzędowy silnik ośmiocylindrowy o pojemności 6 litrów i mocy 140 koni mechanicznych.

## Historia
Decyzja o skonstruowaniu nowego luksusowego samochodu reprezentacyjnego w fabryce ZiS w Moskwie została wydana przez ministerstwo średniego przemysłu maszynowego ZSRR już 14 września 1942 roku – w środku II wojny światowej i przed jej rozstrzygającymi bitwami na froncie wschodnim. Miał on być następcą przedwojennego przestarzałego modelu ZiS-101. Zamierzeniem było zaprezentowanie nowoczesnego samochodu od razu po zwycięstwie, świadczące o możliwościach przemysłu ZSRR. W tym celu w fabryce ZiS powołano 19 września 1942 roku biuro konstrukcyjne, którym od lipca 1943 roku kierował Andriej Ostrowcew. Najwyższe władze państwa ze Stalinem na czele szczególnie ceniły samochody amerykańskiej marki Packard, toteż rekomendowano wykorzystać jako wzorzec do skonstruowania ZiS-110 luksusowy samochód Packard 180 Super Eight najnowszego modelu z 1942 roku. W tym celu samochód taki przekazano do zakładów ZiS. Brak jest informacji, skąd Rosjanie uzyskali wzorcowy samochód, jednakże podczas wojny trwały dostawy pomocy wojskowej z USA drogą morską w ramach programu Lend-lease. Radziecki samochód kopiował nadwozie Packarda, był jednak nieco dłuższy i szerszy. Nadwozie konstruowano przy tym od razu z założeniem, że powstanie również wersja opancerzona (oznaczona ZiS-115). Również silnik został skonstruowany na podstawie ośmiocylindrowej rzędowej jednostki Packarda. Samochód wprowadził szereg nowości dla radzieckiego przemysłu samochodowego, jak hipoidalny tylny most napędowy, hydrauliczne popychacze zaworów silnika i dźwignię zmiany biegów przy kierownicy.
W lutym 1944 roku powstały dwa warianty makiety samochodu, a dwa prototypy zaprezentowano na święto pracy 1 maja 1944 roku. 20 września 1944 roku samochód został zatwierdzony do produkcji przez Państwowy Komitet Obrony ZSRR. Uruchomienie produkcji reprezentacyjnego samochodu stało się priorytetem, odsuwając nawet w zakładach ZiS prace nad bardziej potrzebnymi dla gospodarki nowymi ciężarówkami i autobusami (ZiS-150 i ZiS-154). Problemy stwarzało wytworzenie stalowych form do tłoczenia blach nadwozia, które dla przedwojennego ZiS-101 były zamawiane w firmie Budd w USA, co było obecnie niemożliwe. Ostatecznie wykonano tańsze i łatwiejsze do wytworzenia, lecz mniej wytrzymałe formy odlewane ze stopu cynkowo-aluminiowego, co zarazem ograniczyło wielkość produkcji. Niektóre źródła zachodnie podają informację, że rząd amerykański wystąpił pod koniec wojny na prośbę rządu radzieckiego do fabryki Packarda o sprzedaż form do tłoczenia blach nadwozia modelu 180, lecz brak jest dostatecznego potwierdzenia, aby faktycznie trafiły do ZSRR, a oba samochody różniły się wymiarowo. 20 lipca 1945 roku rozpoczęto montaż pierwszych seryjnych ZiS-110.

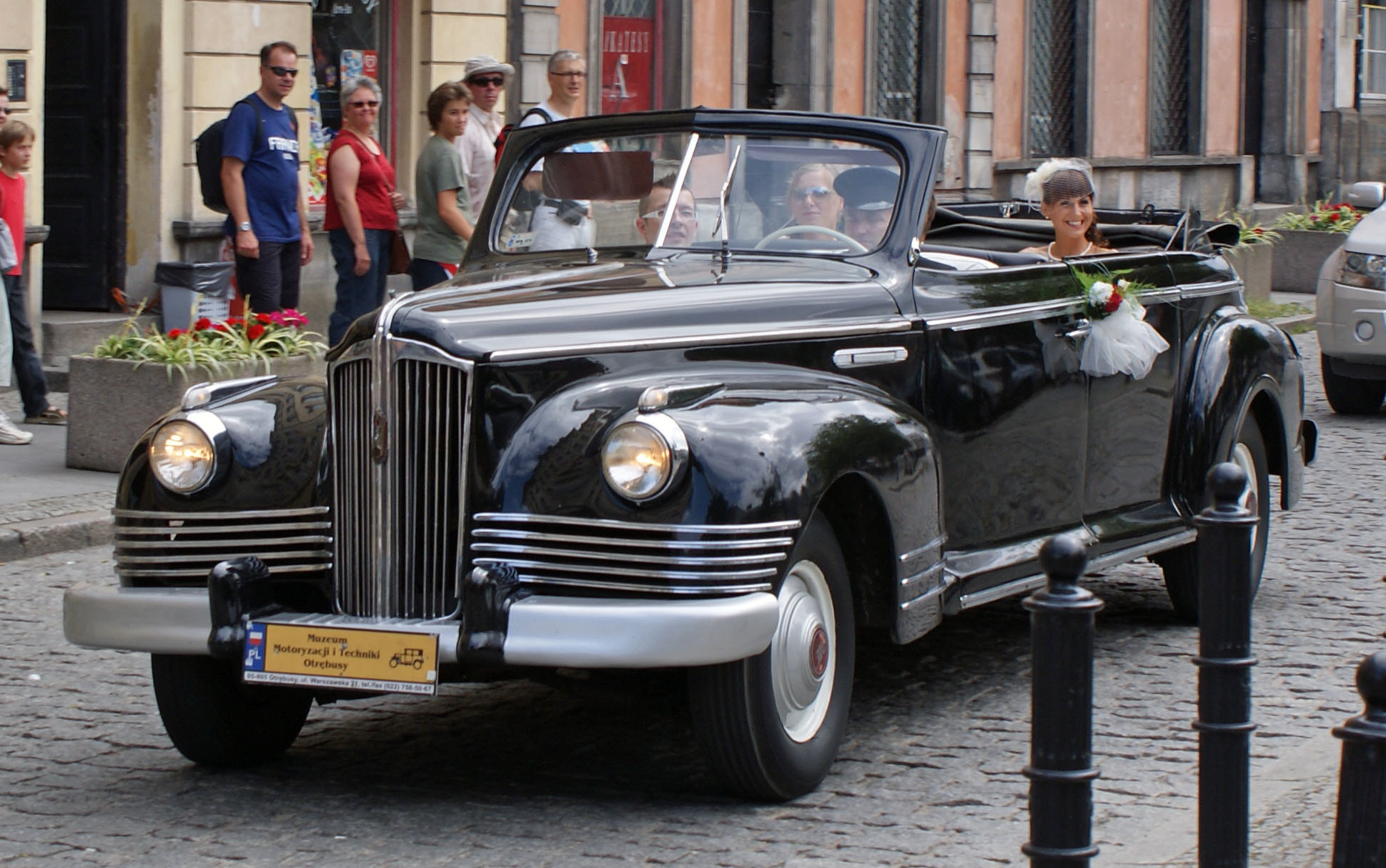
ZiS-110B

ZiS-110 dość konsekwentnie kopiował styl nadwozia i ozdób Packarda z 1942 roku, w tym kształt atrapy chłodnicy i poziome listwy na pasie przednim i przednich i tylnych błotnikach (różniące się liczbą i sięgające dalej na boki), lecz jego nadwozie nie było dokładną kopią wymiarową. Przede wszystkim różnicę wizualną stanowiły błotniki przednie, które w ZiSie miały inny, pełniejszy i nowocześniejszy kształt w tylnej części i pozbawione były umieszczonych tam w Packardzie kół zapasowych. ZiS miał też silniej wystający bagażnik z tyłu, a stopnie po bokach nadwozia były w nowocześniejszy sposób zakryte dolną częścią drzwi. Istniały też inne drobniejsze różnice, między innymi w formie boków maski. Inna była ozdoba na masce: w formie stylizowanego metalowego czerwonego sztandaru z gwiazdą, ze sterczącym do przodu ostro zakończonym drzewcem. Specjalnie dla ZiS-110 opracowano nowy emblemat fabryczny na atrapie chłodnicy, przedstawiający czerwony sztandar powiewający nad biurowcem fabryki Dynamo w Moskwie, używany potem także na późniejszych wyrobach ZiS. Konstrukcja silnika też została zmodyfikowana, między innymi zwiększono odstępy między cylindrami, co polepszyło chłodzenie. Wykonano go w standardzie metrycznym, przez co pojemność skokowa zwiększyła się z 5,8 do 6 litrów, mimo to moc spadła ze 165 KM do 140 KM. Można dodać, że Packard, który podczas wojny zaprzestał produkcji samochodów, nie wznowił już w 1945 roku produkcji modelu 180, lecz nowocześniejszych modeli serii Clipper.
W 1956 roku, po zakończeniu epoki stalinizmu, zakład ZiS został przemianowany na ZiŁ (Zakład imienia Lichaczowa). Do końca produkcji w 1958 roku wyprodukowano 2089 samochodów rodziny ZiS-110, w tym co najmniej 55 pancernych ZiS-115. Już pod koniec lat 40. ZiS-110 wyglądał dość konserwatywnie, lecz pomimo inicjatyw projektantów, którzy w 1949 roku zaproponowali makietę nowego nadwozia, dopiero w 1956 roku władze zezwoliły na opracowanie następcy, którego produkcję rozpoczęto w 1958 roku jako model ZiŁ-111.

## Eksploatacja

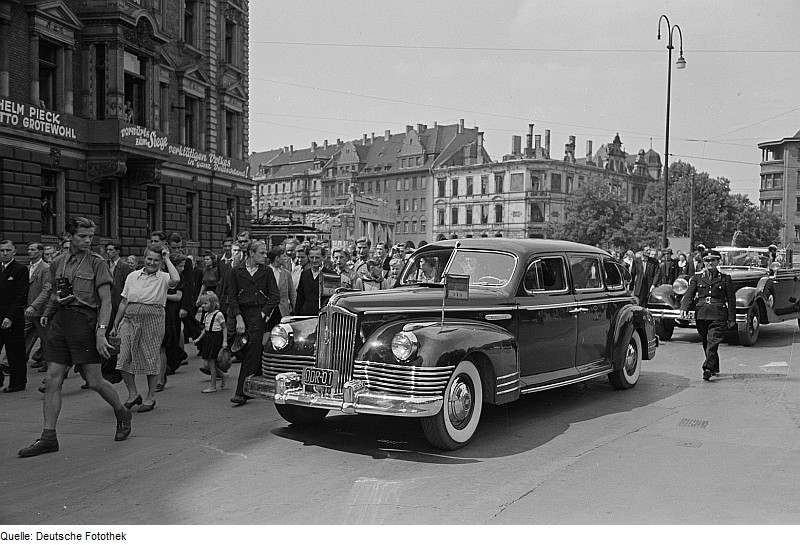
ZiS-110 używany przez Wilhelma Piecka w NRD

Samochody ZiS-110 w podstawowej wersji zarezerwowane były dla wysokich władz państwowych i partii komunistycznej i niedostępne w wolnej sprzedaży. Były też dostarczane do innych państw bloku wschodniego. Kilka egzemplarzy zostało podarowanych przez Stalina przywódcom zaprzyjaźnionych państw, jak Bolesławowi Bierutowi (w 1953), Kim Ir Senowi, prezydentowi Finlandii Juho Paasikiviemu, a także patriarsze Moskwy Aleksemu I za jego wkład w wojnie z Niemcami.
Unikalnym jak na prestiżowy samochód zastosowaniem było wykorzystywanie ZiS-110 także w charakterze taksówek w stolicach republik radzieckich (eksploatowanych przez państwowe przedsiębiorstwa taksówkowe). Oprócz wyposażenia w taksometr, lakierowane były na dwa kolory, oddzielone bocznymi paskami z szachownic. Typowo taksówki radzieckie w tym okresie malowano na kolor czekoladowy na dole i beżowy na górze. Używano ich także do komunikacji międzymiastowej na trasie Moskwa – Symferopol. Prawdopodobnym uzasadnieniem używania reprezentacyjnego modelu jako taksówki była chęć pokazania szerszym rzeszom obywateli ZSRR nowego wyrobu własnego przemysłu wysokiej jakości (podobnie jak z wcześniejszym ZiS-101).
Samochody w odkrytej wersji faetonu ZiS-110B zaczęły być wykorzystywane do odbierania przez dowódców parad wojskowych – zadebiutowały w tym charakterze w 1950 roku w oddalonych garnizonach, jak Władywostok (używał go kontradmirał Nikołaj Kuzniecow) i Budapeszt. Dopiero po śmierci Stalina, który był przeciwny zmianie tradycji, ZiS-110B z inicjatywy marszałka Nikołaja Bułganina zastąpiły konie w centralnych defiladach w Moskwie na Placu Czerwonym, począwszy już od 1 maja 1953 roku. Dla samochodów używanych w tym celu przyjęto szaroniebieski kolor, z szarą skórzaną tapicerką. Później montowano w nich poręcze dla stojących dowódców i radiostacje z mikrofonami. W Moskwie od 1 maja 1961 roku zostały zastąpione przez nowe paradne ZiŁ-111B, natomiast w innych miastach ZSRR były nadal używane do końca lat 60, a w Leningradzie nawet do lat 80. Obok wersji paradnej, istniały też zwykłe faetony, lakierowane standardowo na czarno, a nawet taksówki z takim nadwoziem, wyróżniające się czerwoną skórzaną tapicerką. Oprócz zwykłych taksówek i zbiorowych, w tym międzymiastowych (tzw. marszrutek), używane były do przewozów wycieczkowych, zwłaszcza w kurortach czarnomorskiej części ZSRR. ZiS-110B kursowały także w ciepłe dni na trasach w Moskwie. Ogółem powstało jednak tylko około 100 faetonów.

## Opis modelu

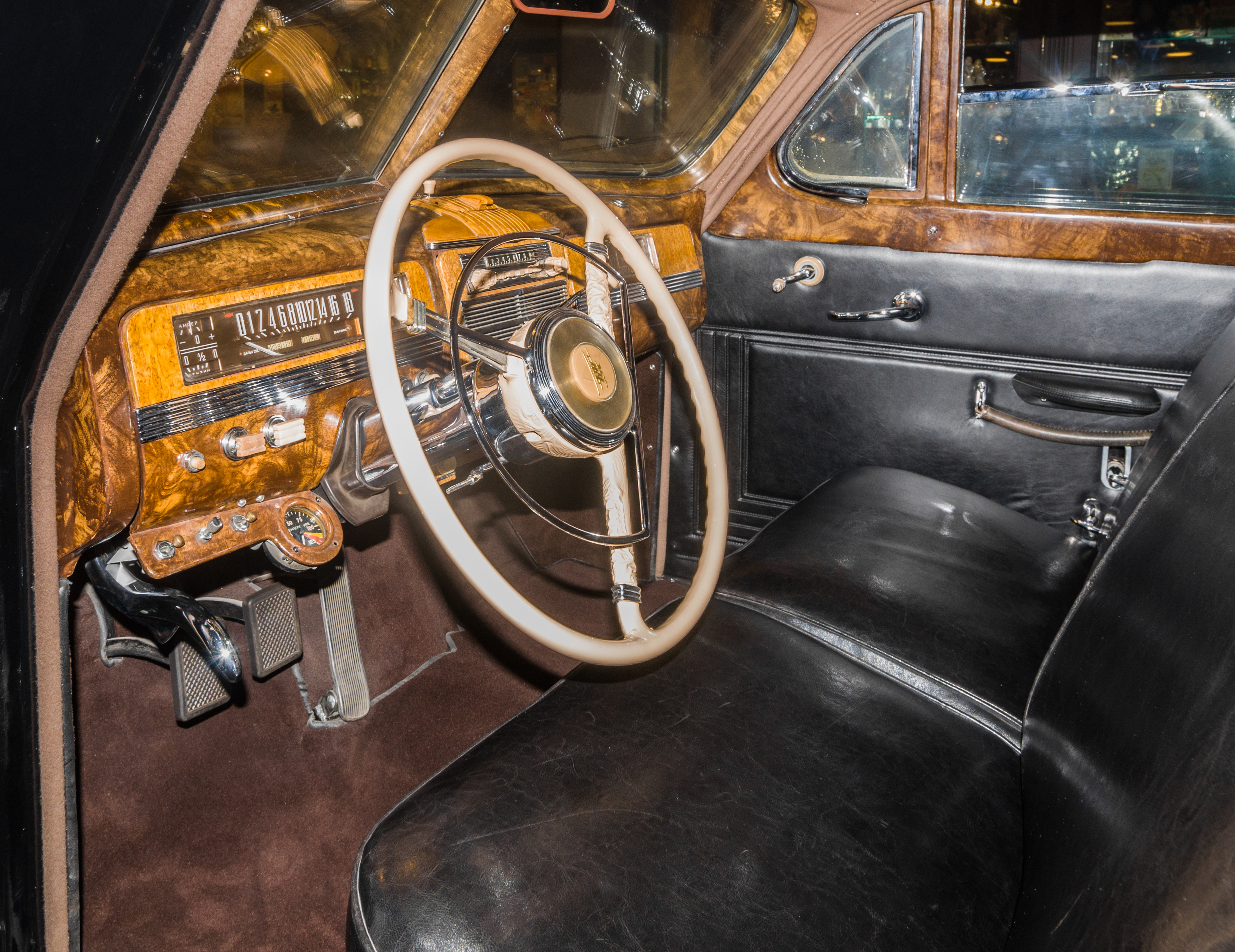
Miejsce kierowcy ZiS-115

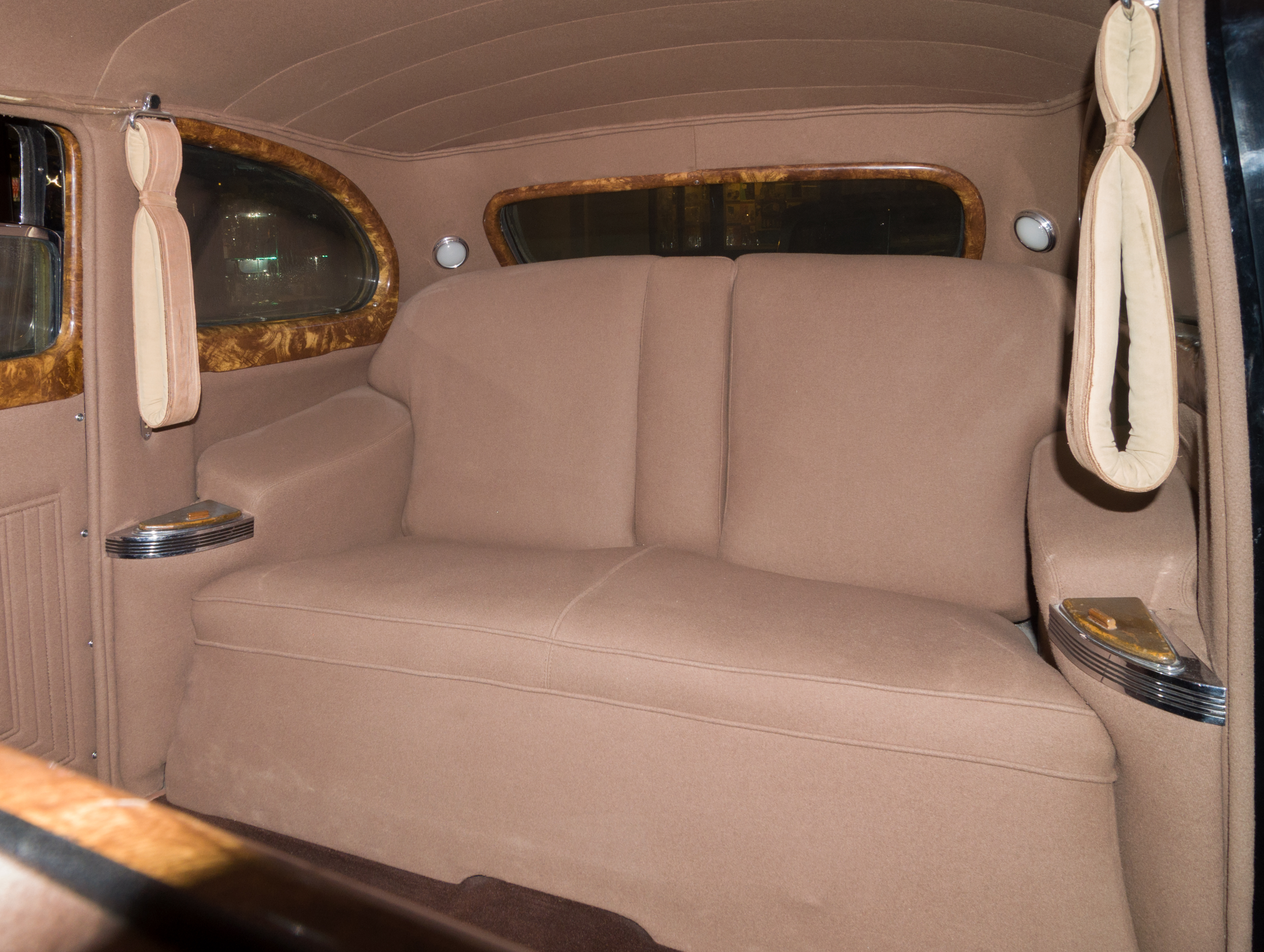
Tylna kanapa ZiS-115

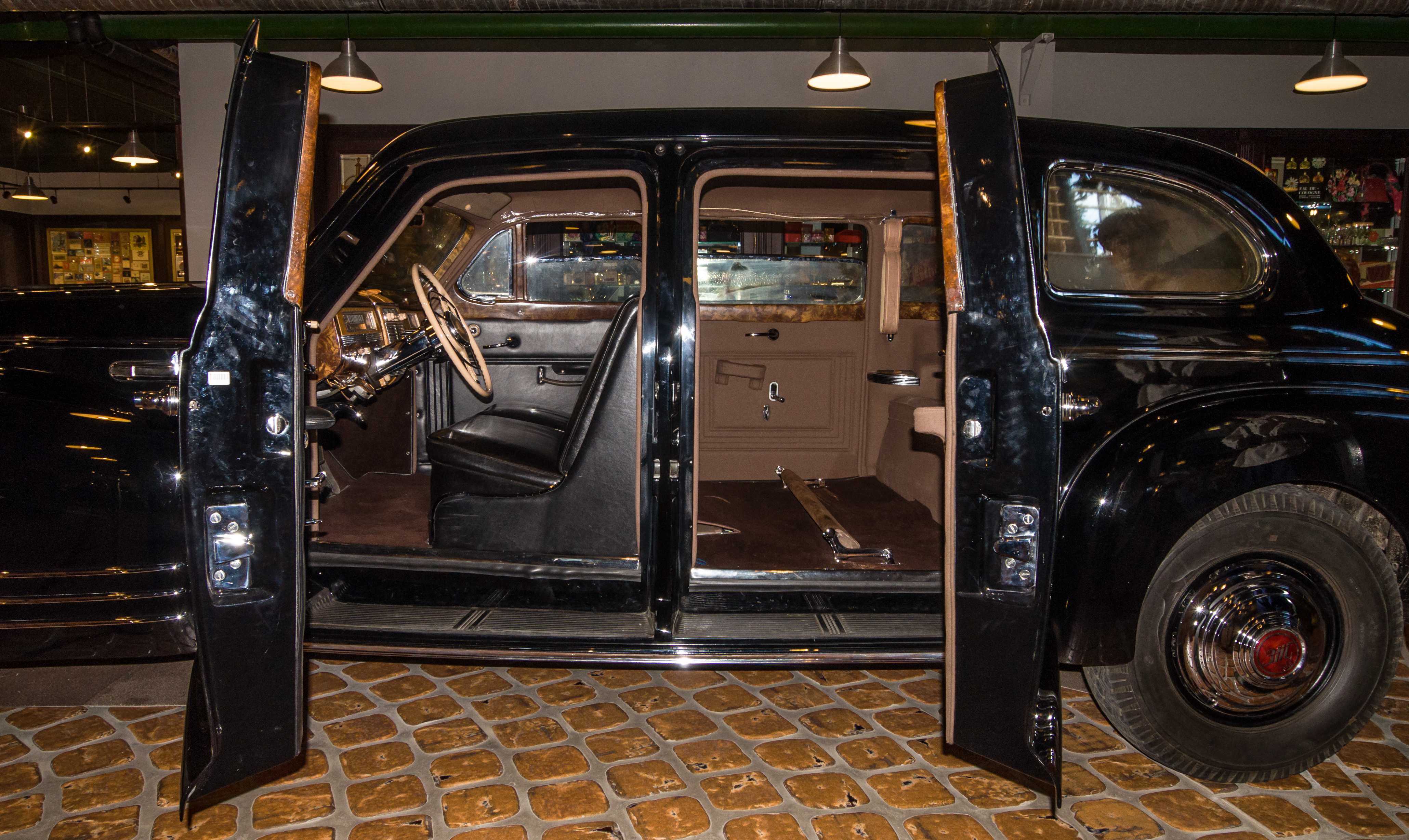
Otwarte drzwi ZiS-115

ZiS-110 był dostępny w podstawowej wersji jako 4-drzwiowy sedan. Nadwozie było całkowicie metalowe. Oparte było na ramie wzdłużnej, ze wzmocnieniem w formie X. Samochód był siedmioosobowy, z dwoma rozkładanymi strapontenami w podłodze przed tylną kanapą, umieszczonymi w kierunku jazdy. Kanapa przednia miała szerokość 1270 mm, kanapa tylna 1295 mm. Standardowe wyposażenie stanowiło radio. Szyby w drzwiach były podnoszone mechanizmem elektryczno-hydraulicznym, z wyjątkiem faetonu pozbawionego szyb. Między przednimi siedzeniami a salonem z tyłu była podnoszona przegroda. Maska silnika była dzielona w osi wzdłużnej i otwierana z boków. Koło zapasowe było umieszczone w bagażniku.
Do napędu użyto rzędowego silnika ośmiocylindrowego (R8) o pojemności sześciu litrów i mocy 140 KM. Moc przenoszona była na oś tylną poprzez 3-biegową mechaniczną zsynchronizowaną skrzynię biegów z dźwignią przy kierownicy. Silnik wymagał benzyny o liczbie oktanowej 74, której produkcję specjalnie uruchomiono w ZSRR.
Zawieszenie przednie było niezależne, z poprzecznymi wahaczami i cylindrycznymi sprężynami, podłużnymi drążkami reakcyjnymi i stabilizatorem poprzecznym. Zawieszenie tylne było zależne, ze sztywną osią z mostem napędowym zawieszoną na wzdłużnych resorach półeliptycznych. Z przodu i tyłu były amortyzatory dźwigniowo-tłokowe podwójnego działania. Hamulce główne były bębnowe, hydrauliczne, hamulec postojowy mechaniczny na tylne koła (z dźwignią pod tablicą przyrządów).

## Wersje
Seryjne:
- ZiS-110 (ЗиС-110) – podstawowa czterodrzwiowa limuzyna
- ZiS-115 (ЗиС-115) – wersja z integralnym opancerzeniem ze stali grubości 6,3 mm i kuloodpornymi szybami grubości 75,5 mm. Posiadała wzmocniony silnik do 162 KM i podwozie[25]. Wyróżniały ją nieco bardziej wystające kołpaki kół i trzeci reflektor (stosowany też na rządowych ZiS-110)[26]. Masa własna wynosiła 7300 kg, opony miały rozmiar 7,5–17[25]. Prędkość maksymalna wynosiła 100 km/h[26].
- ZiS-110A (ЗиС-110А) – pięciodrzwiowy ambulans, z podnoszonymi drzwiami dla noszy w tylnej ścianie o takim samym profilu, produkowany w latach 1952–1957[15]
- ZiS-110B (ЗиС-110Б) – czterodrzwiowy faeton, z ręcznie składanym brezentowym dachem i celuloidowymi boczkami, bez stałych szyb bocznych, produkowany w latach 1949–1954[15][22]

Prototypowe i nieseryjne:
- ZiS-E110W (ЗиС-Э110В) – czterodrzwiowy kabriolet, z opuszczanymi szybami z ramkami i elektrycznie składanym brezentowym dachem, z 1957 roku (litera E (Э) oznaczała „eksperymentalny”, powstały trzy egzemplarze)[15]
- ZiS-110M (ЗиС-110М) – zmodernizowany samochód z ulepszoną skrzynią biegów z 1949 roku (powstało pięć egzemplarzy, z tego jeden wyposażony w sprzęgło hydrokinetyczne)[15]
- ZiS-110Sz (ЗиС-110Ш) – odmiana z napędem 4×4, z podzespołami samochodu terenowego Dodge WC-51 i silnikiem ZiS-115, z 1949 roku[15]
- ZiS-110P (ЗиС-110П) – odmiana z napędem 4×4, z podzespołami samochodu terenowego GAZ-62, z 1956 roku (powstał jeden sedan i dwa samochody odkryte)[g][15]

## Dane techniczne

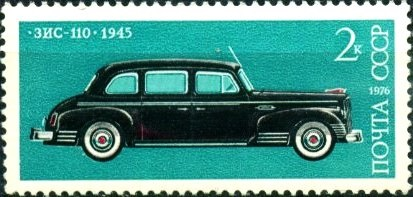
Sylwetka ZiS-110 na znaczku pocztowym

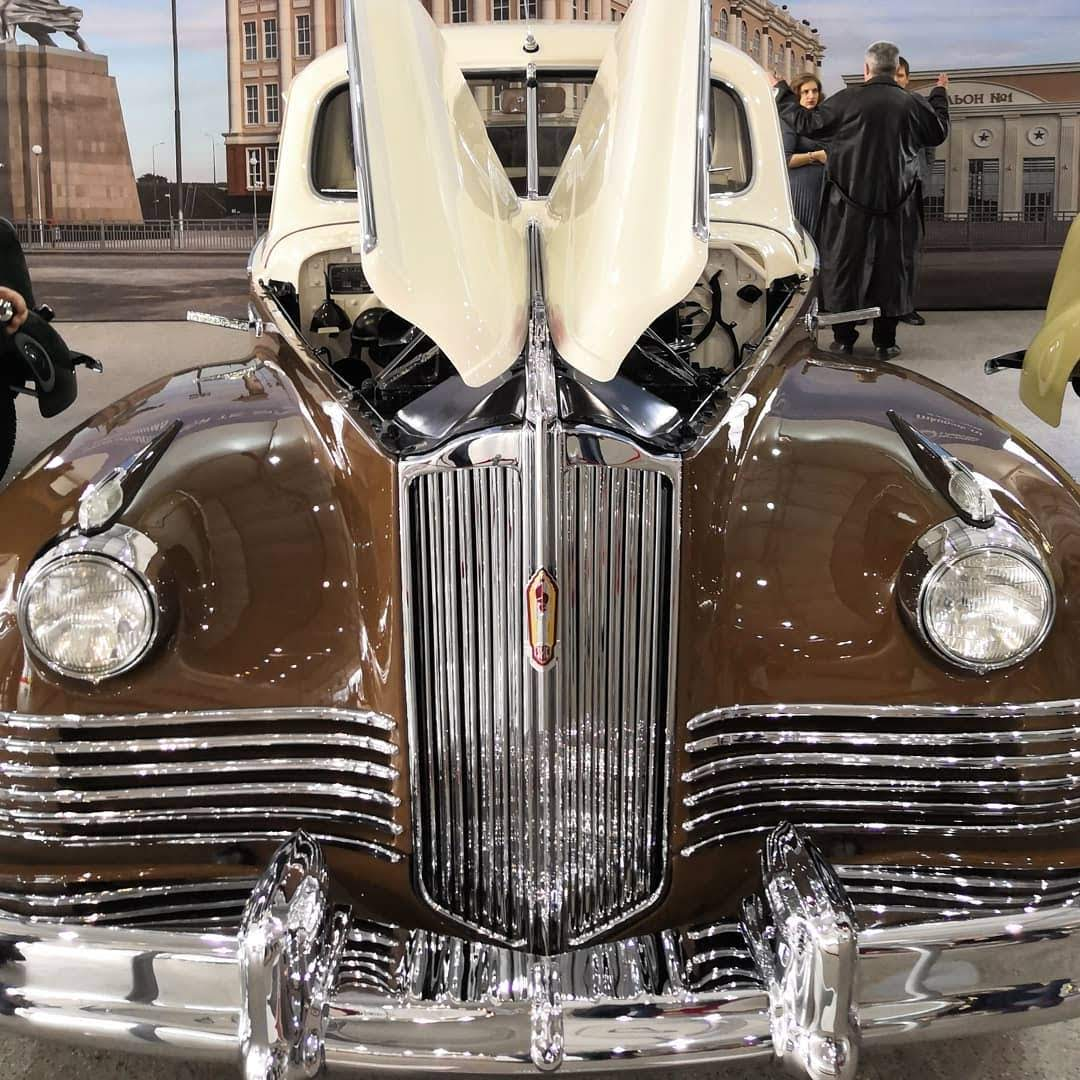
ZiS-110 z otwartymi pokrywami silnika, w malowaniu taksówki

### Silnik
- R8 6,0 l (6002 cm³)[h], 2 zawory na cylinder, dolnozaworowy[23].
- Układ zasilania: gaźnik dwugardzielowy MKZ-ŁZ[10]
- Średnica cylindra × skok tłoka: 90,00 × 118,00 mm[1]
- Stopień sprężania: 6,85:1
- Moc maksymalna: 140 KM przy 3600 obr./min[27][23]
- Maksymalny moment obrotowy: 40 kGm przy 2000 obr./min[1]
- Instalacja elektryczna: 6 V[1]
- Przekładnia główna: hipoidalna o przełożeniu 4,36:1[1]
- Skrzynia biegów: mechaniczna trzybiegowa, zsynchronizowana, przełożenia: I – 2,43:1, II – 1,53:1, III – 1:1, wsteczny – 3,16:1[1]

### Osiągi
- Przyspieszenie 0-100 km/h: 28 s[1]
- Prędkość maksymalna: 140 km/h[1]
- Średnie zużycie paliwa przy 60 km/h: 23 l/100 km[1]

### Inne
- Promień skrętu: 7,4 m[2][1]
- Koła: 7,0–16[1] (inne dane: 7,5–16[25])
- Rozstaw kół:
  - Oś przednia: 1520 mm[1]
  - Oś tylna: 1600 mm[1]